# A Taste for Bitters
Albums de Chokebore
Anything Near Water
(1995) It Could Ruin Your Day
(1997)
A Taste for Bitters est le troisième album de Chokebore. Il a été enregistré au Black Box Studio, en France pendant le printemps 1996. Sorti en 1996 chez Amphetamine Reptile Records aux États-Unis (format CD et vinyle : catalogue AmRep 054) et en Europe (format CD et vinyle : catalogue ARR 77/020), cet album a été réédité en 1998 chez Boomba Rec, uniquement en Europe et au format CD (catalogue : BOOMBA 007-2), puis chez Pale Blue, toujours uniquement en Europe et au format CD, en 2003 (catalogue : pale blue 005).

## Titres
| No  | Titre                           | Durée |
| --- | ------------------------------- | ----- |
| 1.  | Pacific Sleep Patterns          | 3:14  |
| 2.  | Popular Modern Themes           | 2:37  |
| 3.  | Ghosts, and the Swing of Things | 4:28  |
| 4.  | One Easy Pieces                 | 3:09  |
| 5.  | Days of Nothing                 | 3:19  |
| 6.  | It Could Ruin Your Day          | 3:03  |
| 7.  | A Taste for Bitters             | 3:35  |
| 8.  | Narrow                          | 2:43  |
| 9.  | Sleep With Me                   | 3:42  |
| 10. | City Rings                      | 2:52  |
| 11. | Smaller Steps                   | 2:11  |
| 12. | Your Let Down                   | 4:45  |
| 13. | The Rest of Your Evening        | 20:20 |

## Commentaires
Le line-up de Chokebore crédité sur cet album est le suivant : Troy Von Balthazar y est crédité en tant que Troy Bruno von Balthazar, James Kroll en tant que A Frank G, Jonathan Kroll en tant que Jonathan. Seul Christian Omar Madrigal Izzo a son nom complet.
De cet album ont été extraits deux extended plays, It Could Ruin Your Day (contenant le titre éponyme et une version alternative de Popular Modern Themes) et Days of Nothing (contenant deux versions de cette chanson : celle de l'album et une appelée Days of Nothing (full band winter version) que l'on peut aussi retrouver sur le double 45 tours "Chokebore", sorti en 1999).
Le titre Narrow existe depuis 1993 au moins car il se retrouve sur des enregistrements antérieurs à cet album : sur le double 45 tours Jabberjaw N° 3 sorti en 1993 et sur la compilation CD Jabberjaw N°5 : Good to the Last Drop sortie en 1994, ces deux enregistrements étant produits par Amphetamine Reptile Records.
La chanson Popular Modern Themes peut se retrouver aussi sur le split 45 tours "Chokebore / Tocotronic", sorti en 1996, dans la même version que celle de l'album.
Une version live (enregistrée live dans les studios de la radio KXLU) du titre éponyme A Taste for Bitters est disponible sur la compilation KXLU Live Volume 5, sortie en 1999.
Le titre One Easy Pieces, en version live, enregistré en Finlande en mai 1996, est disponible sur la compilation Abus 35, sortie en 1996.
Le dernier titre de l'album, The Rest of Your Evening consiste en la récitation par une femme des paroles de l'album, traduites en suédois. Deux autres chansons de Chokebore portent aussi ce titre, une sur l'album Black Black et l'autre sur l'extended play Strange Lines, mais il s'agit, pour les deux, de chansons plus classiques.